# Nathan Drake (personnage)
Pour les articles homonymes, voir Drake et Nathan Drake.
Nathan Drake, surnommé Nate, né Nathan Morgan, est un personnage de jeu vidéo et protagoniste de la série Uncharted, développée par Naughty Dog en exclusivité pour Sony. Descendant fictionnel autoproclamé de Sir Francis Drake, il est ainsi le héros de cinq jeux publiés sur les différentes machines du constructeur : trois opus parus sur PlayStation 3 et par la suite remastérisés sur PlayStation 4 puis une nouvelle fois sur Playstation 5, un opus faisant office de préquelle sur Vita et l'épisode conclusif de sa saga sur PlayStation 4. Il y a ensuite eu un film en 2022 dans lequel Nate est joué par Tom Holland.

## Création et conception
La capture de mouvement ainsi que le doublage en anglais sont assurés par l'acteur américain Nolan North dans chaque épisode.

## Biographie
Né sous le nom de Nathan Morgan, Nathan Drake est probablement de nationalité américaine ; son lieu de naissance n'est cependant pas connu. On pourrait penser qu'il a des origines britanniques car dans le premier opus, il dit lui-même être un descendant de l'explorateur britannique Sir Francis Drake ; cette assertion, déjà remise en cause dans le 3e opus, Drake's déception, est toutefois clairement contredite dans le dernier épisode. De plus, dans le 3e opus, lors d'une bagarre, Charlie Cutter lui dit « Typiquement ricain, que de la gueule... » ce qui laisse à penser que Drake est bel et bien Américain. Plus tard dans le jeu, il dira lui-même être originaire des États-Unis, lorsqu'il rencontre Salim dans le désert Rub'Al Khali.
Nathan est devenu orphelin très jeune, sa mère, atteinte d'une maladie grave s'étant suicidé avant d'y succomber, et son père l'ayant abandonné dans son enfance. Il a vécu à l'orphelinat Saint-Francis où il est élevé par des religieuses qui lui apprennent le latin, qu'il finira par quitter après des démêlés avec la police; et c'est également à ce moment qu'il prend le nom de Drake. C'est en Colombie (Carthagène), alors qu'il est un jeune adolescent, qu'il erre dans les rues qu'il rencontre Victor Sullivan, dit Sully, qui deviendra son mentor et meilleur ami.
Avec Sully, il fait de nombreuses explorations à travers le monde (Pérou, Égypte, Colombie, Montréal), ce qui va lui permettre d'accumuler de l'expérience en aventure; de plus Sully lui donnera de nombreux conseils durant ces années.
Drake a aussi été associé avec d'autres personnes à cette époque, notamment Eddy Raja, un mercenaire et aventurier indonésien, Jason Dante, un autre chasseur de trésors et Harry Flynn, un aventurier britannique.
Peu de temps avant sa découverte d'El Dorado, il fera la connaissance de la journaliste Elena Fisher et entamera une liaison amoureuse avec elle, qui débouchera sur une première séparation.
Drake et Elena se sont remis ensemble à la fin du second opus puis re-séparés avant le début du troisième (sûrement à cause de l'obsession de Nate pour son ancêtre) mais à la fin d'Uncharted 3 il reprend son alliance et se réconcilie avec Elena, qu'il épouse et avec qui il aura une fille, Cassie.
Il a également eu une relation amoureuse avec Rika Raja, sœur d'Eddy Raja, l'archéologue Marisa Chase et l’aventurière australienne Chloe Frazer (il semblerait que ce soit Drake qui ait rompu avec elle).

### Uncharted: Golden Abyss
Drake est au Costa Rica à la recherche des restes d'une expédition espagnole du XVIIe siècle pour trouver l'abysse doré des sept cités d'or, accompagné de son vieil ami Jason Dante et de l'archéologue Marisa Chase. Pendant l'expédition, Nate découvre que Jason l'a trahi et travaille en fait pour un chef de guérilla local, le général Roberto Guerro, qui lui aussi cherche l'abysse. Victor Sullivan intervient pendant l'histoire pour aider et sauver Drake.

### Uncharted: Drake's Fortune
Drake, accompagné de la journaliste Elena Fisher, retrouve au fond de l'océan le cercueil du corsaire sir Francis Drake, dont il prétend être un descendant direct, fruit d'un adultère durant l'un des nombreux voyages du navigateur. Comme il s'y attendait, le cercueil ne contient pas de corps mais un carnet retraçant le parcours de Drake sur les traces d'El Dorado.
Nathan et son vieux compagnon d'aventures Victor Sullivan partent pour une île perdue dans le Pacifique dans le but de retrouver la dernière page du carnet et glaner ainsi de nouveaux indices. Mais ils découvrent que d'autres chasseurs de reliques, menés par Gabriel Roman et Atoq Navarro, cherchent aussi El Dorado...

### Uncharted 2: Among Thieves
Drake est contacté par un ancien compagnon d'aventures, Harry Flynn, pour s'introduire dans un musée d'Istanbul afin de dérober un artefact qui pourrait leur permettre de retrouver la flotte perdue de Marco Polo. Doublé par celui qu'il pensait être son ami, Nate se lance à sa poursuite avec Sully et Chloe Frazer, une archéologue australienne qui se révèlera être bien plus qu'une simple amie. L'aventurier, qui retrouvera Elena sur sa route, doit empêcher Zoran Lazarevic, un criminel de guerre serbe supposé mort, d'atteindre la légendaire vallée de Shambhala, dans les montagnes du Tibet, où se trouverait un trésor légendaire, la Pierre de Chintamani...

### Uncharted 3: L'Illusion de Drake
Avec l'aide de Victor Sullivan, Chloe Frazer et Charlie Cutter, Nathan doit trouver Iram, la légendaire Atlantide des Sables, une cité perdue au milieu du désert du Rub al-Khali. Malheureusement pour lui, il n'est pas le seul à la chercher. Katherine Marlowe, membre d'une secte londonienne soutenue par un pirate local nommé Rameses, convoite elle aussi les trésor que renfermerait Iram. Pour s'en emparer le premier, Drake devra s'aider du journal de Lawrence d'Arabie. Ce long périple commencera dans les rues mal famées de Londres pour finir dans le désert en passant par la France, la Syrie et le Yémen...

### Uncharted 4: A Thief's End
Nathan Drake, ayant arrêté la chasse aux trésors pour se concentrer sur sa relation avec Elena, se retrouve bouleversé lorsque son frère (Sam), qu'il croyait mort, refait surface et lui demande de l'aider à retrouver le trésor d'Henry Avery pour payer Héctor Alcázar, baron de la drogue Panameen qui l'a fait sortir de prison. On apprend aussi que les deux frères se sont auto-proclamés Drake car ils avaient eu dans leur jeunesse des problèmes avec la police. En effet, ils étaient entrés par effraction dans la maison de la personne qui était en possession des affaires de leur défunte mère, dont son carnet de recherche. On découvre alors que cette dernière était une grande historienne qui travaillait, de concert avec leur mère sur des pirates dont Henry Avery et Francis Drake et qu'elles avaient émis l'hypothèse que Drake pourrait avoir une descendance non légitime, le véritable nom de famille des deux frères est également révélé : Morgan. À la fin du jeu on apprend que Sam a menti et qu'il est sorti de prison par l'intermédiaire de Rafe (chasseur de Trésors associé avec les mercenaires de Shoreline) et qu'il l'a doublé.
L'épilogue se déroule quelques années plus tard et nous apprend que Elena et Nathan ont eu une fille, Cassie. À l'épilogue, il a 51 ans et Cassie, 13 ans.

## Capacités physiques
Le personnage de Nathan Drake est très fort physiquement. Sa force lui permet de porter des charges très lourdes, mais la signature du personnage est véritablement sa capacité d'escalade. À mains nue, il peut grimper des bâtiments entiers, passant de corniches en corniches. Drake est un formidable combattant, au corps à corps d'abord ou il est presque impossible de le battre. Il esquive les coups avec une vitesse incroyable et son enfance difficile lui a appris à placer les coups aux bons endroits. Ensuite, Drake est fort également avec une arme à feu, il peut tirer de manière très précise avec de nombreux pistolets sur de très longues distances. Sa résilience est également louable. Pour toute ses raisons, Nathan Drake est un redoutable adversaire.

## Capacités intellectuelles
Même s'il se décrit lui-même comme un chasseur de trésor ou un voleur, ce serait le sous-estimer que de le réduire à ces termes. Le mot le plus adéquat serait explorateur, pour la simple et bonne raison que cela induit une culture historique et archéologique indispensable. Nathan Drake nous le démontre aux travers des 5 épisodes sortis, avec un spectre de connaissances allant de la période des conquistadors espagnols du XVIe siècle, en passant par la mythologie hindo-bouddhiste (Shambhala) et les légendes Arabes (L'Atlantide des Sables d'Iram). Dans l'épisode 4, il prouve également ses connaissances sur les récits pirates du XVIIe siècle et les expéditions du groupement de flibustiers mené par Henry Avery. Il sera cependant surpassé par son frère Samuel, bien plus passionné.
Son bagage lui permet de résoudre nombres d'énigmes.

## Caractère
Nathan Drake se démarque par son caractère attachant, par son courage ou encore par son humour très sarcastique. D'un naturel fougueux, Nathan Drake devient en grandissant un homme très sur de lui faisant qu'il n'a presque jamais peur et que son courage lui permet d'accomplir de très grandes choses. S'il se décrit comme un simple voleur, Drake n'hésite pas à aider des amis ou encore sa femme, Elena. Au travers de ses aventures, Drake devient de plus en plus humain et dans Uncharted 4, Nathan Drake fais preuve de toute son humanité et de tout son courage pour sauver son frère alors qu'il avait arrêté la chasse au trésor.